# Skutoid

Porównanie skutoidu z pryzmatem (prism), ostrosłupem ściętym (frustum) i pryzmatoidem (prismatoid)

Skutoid (z ang. scutoid) – wielościan utworzony pomiędzy dwiema równoległymi powierzchniami, z co najmniej jednym wierzchołkiem położonym pomiędzy tymi powierzchniami. Granicą każdej z powierzchni (i wszystkich innych równoległych powierzchni między nimi) jest wielokąt, a wierzchołki dwóch wielokątów końcowych są połączone za pomocą krzywej lub połączenia w kształcie litery Y. Ściany skutoidów niekoniecznie są wypukłe, więc kilka połączonych skutoidów może się tak upakować, aby wypełnić całą przestrzeń między dwiema równoległymi powierzchniami.
Przykładowy skutoid przypomina graniastosłup o jednej podstawie pięciokątnej a drugiej sześciokątnej, z której jedna krawędź została ścięta, tworząc trójkątny klin.
Skutoidy występują naturalnie w tkance nabłonkowej. Ich kształty umożliwiają jej uginanie.

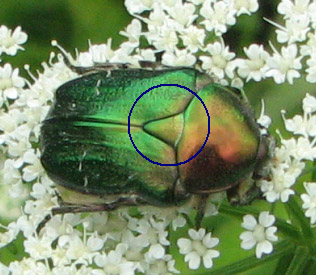
Scutellum kruszczycy złotawki

Obiekt został odkryty przez międzynarodowy zespół naukowców w trakcie badania komórek nabłonkowych i po raz pierwszy opisany w Nature Communications w lipcu 2018. Nazwa scutoid została ukuta ze względu na podobieństwo bryły do kształtu scutum i scutellum występujących w szkielecie niektórych owadów, takich jak żuki z podrodziny kruszczycowatych (Cetoniinae).